# Утуљена кандила
„Утуљена кандила“ су збирка приповедака српског књижевника Драгише Васића, објављена 1922. у издању Геце Кона, са предговором Слободана Јовановића. Збирка се састоји из 5 приповедака: „У гостима“, „Ресимић, добошар“, „Реконвалесценти“, „Авети у лову“ и „У празном олтару“. Последња прича је посвећена Васићевом пријатељу и куму Мирославу Крлежи. Приповетке су тематски повезане уметничком представом ратних ужаса Првог светског рата и послератним посрнућем народа и идеала.
По избору тема и садржају приповедања, „Утуљена кандила“ блиска су експресионизму, док их изабрани наративни поступци приближавају традицији реализма. Осим разорних сила смрти и ратних страхота неретко изражених гротеском, присутни су и прикази разорних еротских и чулних снага човекове природе. Антиратна осећања и разочараност у иделе уклапају се у општу атмосферу негације присутне у српској и европској књижевности непосредно после Првог светског рата.
Због идеолошких разлога и пре свега због високог положаја који је Драгиша Васић заузимао у четничком покрету, „Утуљена кандила“ нису доживела поновно издање све до конца осамдестих, када су историчари књижевности почели да читају и тумаче Васићева дела. На основу приповетке „Реконвалесценти“ снимљен је истоимени телевизијски филм у режији Слободана Радовића.